# Михайловка (Закаменский район)
Миха́йловка — село в Закаменском районе Бурятии, образует сельское поселение «Михайловское».

## География
Находится в 72 км к востоку от райцентра, города Закаменска, на региональной автодороге Р440 Гусиноозёрск — Закаменск, на левом берегу реки Джида, напротив устья речки Цежей.
Расстояние до города Улан-Удэ по автодороге — 338 км.

## История
Свою историю село ведет с 1728 г. , когда на этом месте был основан Цежейский пограничный караул.
Для этого из Кяхты сюда переселили несколько семей русских казаков. Здесь, наряду с русскими казаками, несли службу и казаки-буряты. Михайловская средняя школа — одна из старейших в районе, открыта в 1894 г. как церковно- приходская школа.

## Название
Первым начальником караула был атаман Михайлов, по фамилии которого, видимо, село и получило название. По другой версии, в селе была построена церковь и освящена в день святого Михаила. До 1916 года село называлось Цежейский казачий поселок.

## Население
| 2002 | 2010  | 2012  | 2013  | 2014  | 2015  | 2016 |
| ---- | ----- | ----- | ----- | ----- | ----- | ---- |
| 1222 | ↘1122 | ↘1065 | ↗1075 | ↘1045 | ↘1016 | ↘984 |
| 2017 | 2018  | 2019  | 2020  | 2021  | 2023  | 2024 |
| ↘967 | ↘938  | ↘916  | ↘895  | ↗939  | ↘908  | ↘899 |

В Михайловке проживает 899 чел. (2024). Население смешанное: буряты, русские и др.

## Инфраструктура и экономика
В Михайловке имеется:
- сельская администрация
- средняя школа
- детский сад
- Дом культуры
- сельская библиотека
- фельдшерский пункт.

Большая часть жителей села занята в сельском хозяйстве, на личном подворье или на фермерских точках.

## Известные люди
В селе директором совхоза работал Бато Семёнов — российский бурятский политик, депутат Народного Хурала Республики Бурятия I, II и IV созывов, депутат Государственной думы Российской Федерации III созыва.

## Достопримечательности
Закаменский клад — клад медно-бронзовых изделий, открытый при строительстве новой дороги в 1958 году в двух километрах от села. Состоит из более чем 30 медно-бронзовых изделий. Находки хранятся в музеи истории Бурятии имени М. Н. Хангалова.